# 亚历山大·埃德蒙·贝克勒尔
亞歷山大·埃德蒙·貝克勒（法語：Alexandre-Edmond Becquerel，法語發音：[alɛksɑ̃dʁ ɛdmɔ̃ bɛkʁɛl]；1820年3月24日—1891年5月11日）或者更常見的縮寫埃德蒙·貝克勒（Edmond Becquerel），是一名法國物理學家。他研究太陽光譜、磁學、電學與光學。1839年他首先發現光生伏打效應，該效應是太陽能電池的重要原理之一。他也知名於螢光和磷光方面研究的貢獻。埃德蒙·貝克勒為科學家安托万·塞萨尔·贝克勒尔之子，為發現天然放射性的亨利·貝克勒之父。

## 生平
貝克勒生於巴黎，從小隨父在國立自然史博物館做學徒兼助手。1849年曾被指派為凡爾賽鎮短命的農業研究所任教授一職，1953年獲法國國立工藝學院講座教授之席。他的研究領域與其父高度重疊。

## 最早的光伏裝置
1839年，貝克勒19歲，他在父親的實驗室中進行實驗，製造出世上第一個光伏電池。該實驗內容為，將氯化銀置於酸性溶液中照光，並接鉑電極產生電壓與電流。也因此，光伏效應又被稱為"貝克勒效應"（Becquerel effect）。

## 攝影發明
貝克勒是攝影術早期的實驗者。1840年，他發現鹵化銀對紅光及黃光不靈敏，對藍光、紫光、紫外光靈敏，此發現使銀版跟一些攝影用材料改變沖洗方式，可用強烈的紅光黃光照射做光浴沖洗，而免除原本必須用化學處理的方式。不過實務上這項技術很少被使用。1848年，貝克勒以類似李普曼干涉法的方法製得太陽光譜的彩色相片及相機照片，但這項技術所需的曝光時間極久，影相也難以穩定，僅能在漆黑暗室裡維持。

## 其它研究
貝克勒對光特別關注，曾研究太陽輻射與電致發光的光譜學特徵及其光化學效應、磷光現象，尤其是硫化物及鈾化合物的磷光現象。經過這些調查後，貝克勒設計出磷光鏡。磷光鏡可以精準測量磷光材料照光激發後在黑暗中能維持的發光時間。
貝克勒還調查了物質的順磁性與反磁性性質。他也對電化學分解的現象深感興趣，累積了許多了對法拉第電解定律有利的證據，並對法拉第電解定律提出修正以解釋一些明顯的例外。

## 著作
在1867年與1868年，貝克勒出版《光，其成因與效應》（La lumière, ses causes et ses effets）兩冊專書，這些專書後來成為標準教材。他的眾多論文與評論出現在法國各科學期刊，主要集中在法國科學院廣傳的官方紀錄（Comptes Rendus），從1839年至他過世的1891年皆可見其文。

## 獎項
貝克勒於1886年被選為瑞典皇家科學院院士。
歐洲光伏太陽能會議與獎學金（European Photovoltaic Solar Energy Conference and Exhibition，EU PVSEC）設有同名之貝克勒獎，每年頒給對對光伏太陽能發電相關科學、技術、管理等方面有貢獻的人士。

## 延伸閱讀
- A. Allisy. . Radiation Protection Dosimetry. 1 November 1996, 68 (1): 3–10  [2017-04-09]. doi:10.1093/oxfordjournals.rpd.a031848. （原始内容存档于2007-08-28）.
- Chisholm, Hugh (编). .  3 (第11版). London: Cambridge University Press. 1911.

## 外部連結
- 互联网档案馆中亚历山大·埃德蒙·贝克勒尔的作品或与之相关的作品
- Works in Open Library（页面存档备份，存于）